# Мулловка (Уляновска област)
Мулловка (на руски: Мулловка) е селище от градски тип в Русия, разположено в Мелекески район, Уляновска област. Населението му към 1 януари 2018 година е 5798 души.